# آنا ريتا سيركويرا
آنا ريتا بيريرا نونيس (بالبرتغالية: Anna Rita Pereira Nunes‏)، ولدت في 20 يونيو 1998 في ريو دي جانيرو، المعروفة باسم آنا ريتا سيركويرا (بالبرتغالية: Anna Rita Cerqueira‏)، هي ممثلة ونموذج برازيلية. اشتهرت بلعبها فلافيانا في الموسم الحادي والعشرين من المسلسل التلفزيوني المراهق قلوب شابة، وكلارا في المسلسل التلفزيوني السحر الخالد (2007)، وكلاهما على ريدي جلوبو.

## سيرة
ابنة الصحافي ريناتا سيركويرا، ولدت في 20 يونيو 1998 في ريو دي جانيرو. في سن الخامسة، بدأ في التمثيل على سبيل المزاح. بدأ أول عمل لها على التلفزيون في عام 2003، حيث لعبت دور باندورينها في قبلة مصاص الدماء (2002). في سن العاشرة، لعبت دور كلارا في السحر الخالد، تم ترشيحها لجائزة جائزة معك! برنامج تلفزيوني لعام 2008 في فئة "أفضل ممثلة طفل".
في عام 2010، لعبت دور كلارا مرة أخرى، هذه المرة في مسلسلات طويلة مكتوب في النجوم (2010). في العام التالي ، وهبت حياتها لشخصية أوليفيا في حياتنا (2011). في السينما، صوتت ليلي في مسلسل الرسوم المتحركة صديقي الكبير (2010). في عام 2013، في ريكورد تي في، عاشت أزنات في المرحلة الأولى من مسلسل يوسف المصري (2013). في نفس العام ، عادت إلى ريدي جلوبو في دور فلافيان في قلوب شابة.

## روابط خارجية
- آنا ريتا سيركويرا في قاعدة بيانات الأفلام على الإنترنت
- آنا ريتا سيركويرا على إنستغرام